# Tephrosia arenicola
Tephrosia arenicola là một loài thực vật có hoa trong họ Đậu. Loài này được Maconochie miêu tả khoa học đầu tiên.